# Aarresaaret
Aarresaaret är en ö i Finland. Den ligger i sjön Pihlajavesi och i kommunen Nyslott i den ekonomiska regionen Nyslotts ekonomiska region och landskapet Södra Savolax, i den sydöstra delen av landet, 270 km nordost om huvudstaden Helsingfors. Öns area är 1,3 hektar och dess största längd är 230 meter i öst-västlig riktning.  Notera att namnet antyder att det är fråga om flera öar.